# Dionysos
Dionysos – drugi album studyjny polskiej grupy muzycznej Lux Occulta. Wydawnictwo ukazało się w listopadzie 1997 roku nakładem wytwórni muzycznej Pagan Records. Nagrania zostały zarejestrowane w 1997 roku w olsztyńskim Selani Studio we współpracy z producentem muzyczny Andrzejem Bombą.

## Lista utworów
Opracowano na podstawie materiału źródłowego.
| Nr | Tytuł utworu                | Słowa              | Muzyka      | Długość |
| -- | --------------------------- | ------------------ | ----------- | ------- |
| 1. | „The Birth of the Race”     | Jarosław Szubrycht | Lux Occulta | 7:39    |
| 2. | „Blessed Be the Rain”       | Jarosław Szubrycht | Lux Occulta | 7:22    |
| 3. | „Chalice of Lunar Blood”    | Jarosław Szubrycht | Lux Occulta | 8:47    |
| 4. | „Nocturnal Dithyramb”       | Jarosław Szubrycht | Lux Occulta | 6:41    |
| 5. | „Ecstasy and Terror”        | Jarosław Szubrycht | Lux Occulta | 9:18    |
| 6. | „Upwards to Conquer Heaven” | Jarosław Szubrycht | Lux Occulta | 6:51    |
|    |                             |                    |             | 46:38   |

## Twórcy
Opracowano na podstawie materiału źródłowego.
| Zespół Lux Occulta w składzie - Jarosław "Jaro.Slav" Szubrycht - wokal prowadzący - Piotr "Peter" Szczurek - gitara rytmiczna - Grzegorz "G. Ames" Kapłon - gitara prowadząca - Jerzy "U.reck" Głód - instrumenty klawiszowe - Jackie - gitara basowa - Krzysztof "Kriss" Szantula - perkusja |  | Dodatkowi muzycy - Wizenna Nowotarska - wokal wspierający - Anna Wesołowska - wokal wspierający - Marcin Rumiński - flet Produkcja - Andrzej Bomba - inżynieria, produkcja, miksowanie, mastering - Tomasz Krajewski - producent wykonawczy |